# Kamo no Csómei

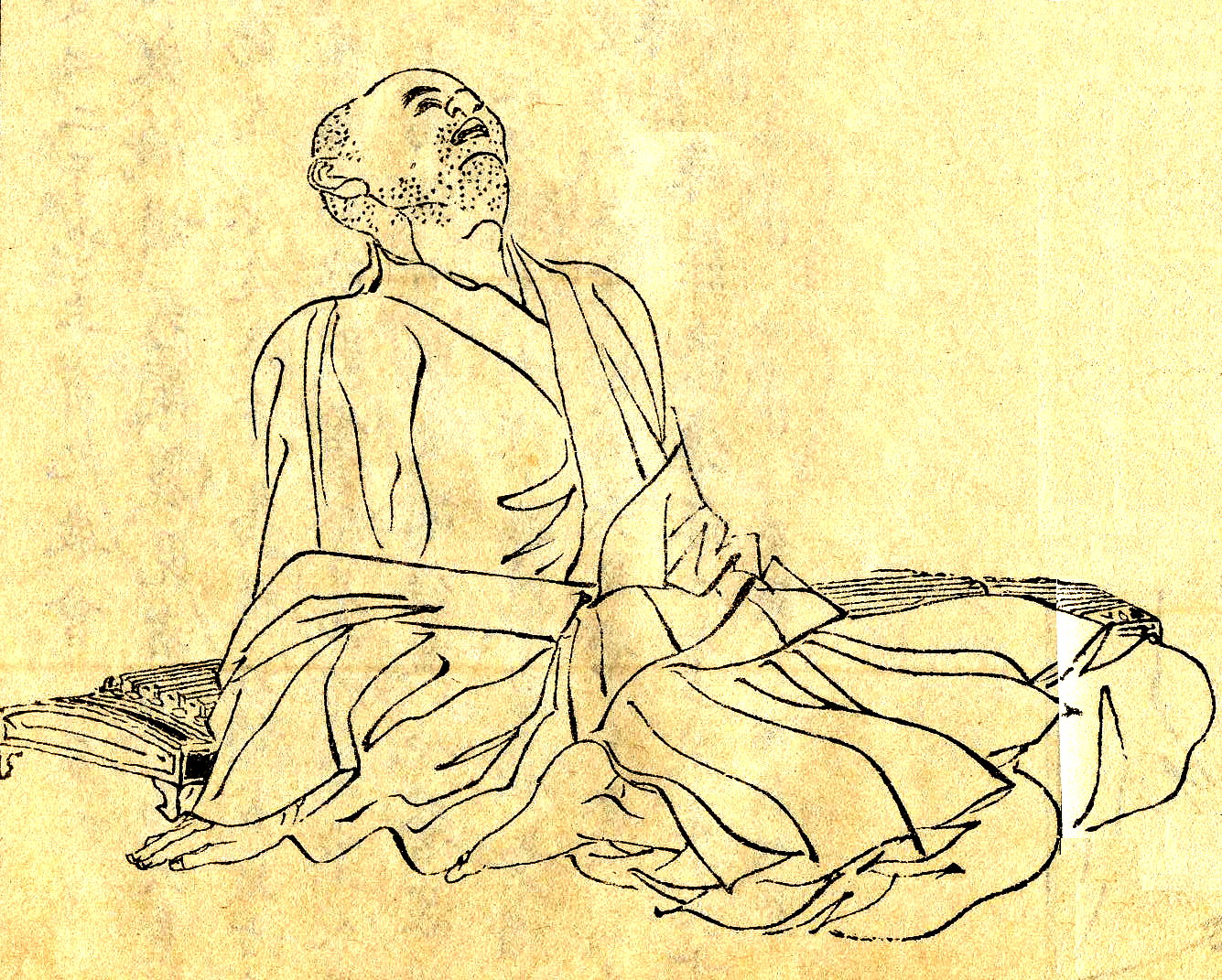
Kikucsi Jószai rajzán

Kamo no Csómei (japánul: 鴨 長明, Hepburn-átírással: Kamo no Chōmei) (1156? – 1216) japán költő, esszéista. Élete első felében otthonosan mozgott Fudzsivara no Teika irodalmi körében, verseit bevették a Sinkokinsú császári antológiába, állást kapott a Költészeti Hivatalban (Vakadokoro), ahol több traktátust is írt a japán verselésről, 1204-ben azonban, mivel nem nevezték ki a sintó Kamo-szentély családilag öröklődő papi tisztébe, buddhista szerzetesnek állt, s évekig a Kiotó fölötti Óhara hegyén, majd a déli Hino-hegyen remetéskedett, utóbbin egy maga ácsolta, 3x3 méteres kunyhóban, haláláig. Itt született 1212-ben remekműve, a Hódzsóki (’Parányi kunyhómban’), a korai japán zuihicu klasszikusa, de írt még több mint 100 buddhista tanmesét (szecuva) is. Patrónusával, Fudzsivara no Teikával együtt egy örökre letűnő világ, az udvari Heian-kultúra és az alakulóban levő szamurájtársadalom közti átmenet legnagyobb figurája.

## Magyarul
- A fűkunyhóból; szerk., ford., utószó Fülöp József, Szemerey Márton; Gondolat, Bp., 2017
  - Yoshishige no Yasutane: Chiteiki. Feljegyzések a tóparti pavilonból
  - Kamo no Chómei: Hójóki. Feljegyzések a tízszer tíz lábnyi kunyhóból
  - Basil Bunting: Chómei Toyamában

## Lásd még
- Josida Kenkó
- Szei Sónagon